# Paolo Frisi
Paolo Frisi (n. 13 aprilie 1728 la Melegnano - d. 22 noiembrie 1784 la Milano) a fost un matematician și astronom italian.
A studiat în cadrul a diverse ordine religioase, în special filozofia, apoi a activat ca: predicator, profesor de filozofie la Milano, profesor de morală și metafizică la Padova.
A adus o serie de contribuții în matematică, fizică și astronomie.
Astfel, în fizică, a studiat lumina, electricitatea și s-a ocupat de teorii ca vibrația eterului.
A scris mai multe cărți privind Galileo Galilei, Isaac Newton, Jean le Rond d'Alembert, Bonaventura Cavalieri, contribuind la propagarea ideilor acestora.
A călătorit prin Franța, Anglia, Olanda, unde a făcut cunoștință cu cei mai renumiți matematicieni din aceste țări.

## Scrieri

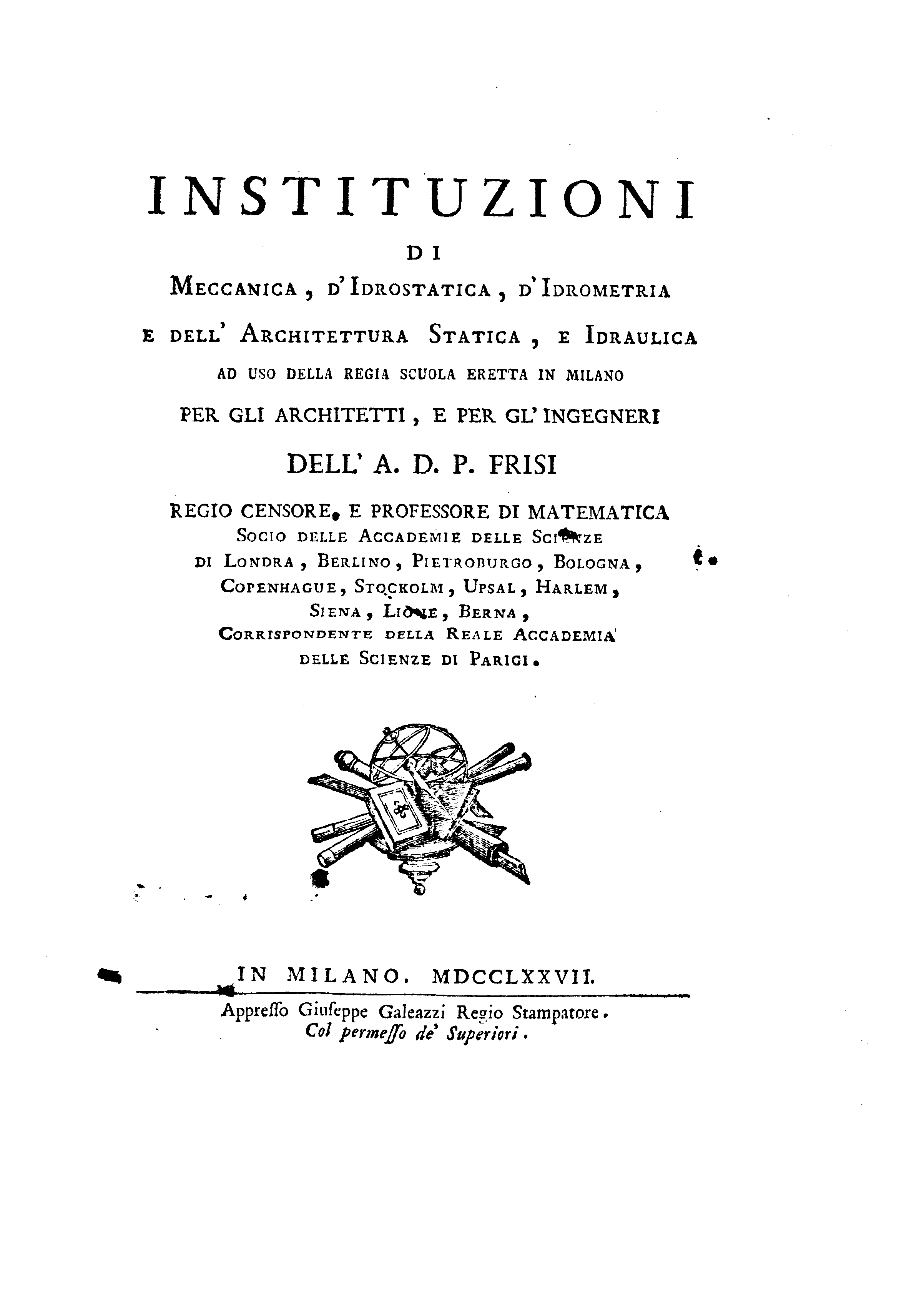
Instituzioni

- 1751: Disquisitio mathematica in causam physicum figurae et Magnitudinis Terrae (Milano);
- 1753: Sagio della morale Filosofia (Lugano);
- 1755: Nova Electricitatis theoria
- 1758: Disertatio di Motu diurno Terrae (Pisa);
- 1774: Cosmographia, physica et mathematica (Milano);
- 1781: Opusculi filosofici (în două volume).

1. 1 2  MacTutor History of Mathematics archive, accesat în 22 august 2017
2. 1 2  Autoritatea BnF, accesat în 10 octombrie 2015
3. 1 2  Paolo Frisi, SNAC, accesat în 9 octombrie 2017
4. 1 2 3 4 5  FRISI, Paolo, Dizionario Biografico degli Italiani, 1998, accesat în 28 ianuarie 2023
5. 1 2 3  Frisi, Paul (BLKÖ)[*] Verificați valoarea |titlelink= (ajutor)
6. 1 2  Autoritatea BnF, accesat în 28 ianuarie 2023
7. ↑  „Paolo Frisi”, Gemeinsame Normdatei, accesat în 28 ianuarie 2023
8. ↑  Autoritatea BnF, accesat în 10 octombrie 2015
9. 1 2 3 4 5 6 7 8 9  MacTutor History of Mathematics archive